# Nematoflustra flagellata
Nematoflustra flagellata är en mossdjursart som först beskrevs av Campbell Easter Waters 1904.  Nematoflustra flagellata ingår i släktet Nematoflustra och familjen Flustridae. Inga underarter finns listade i Catalogue of Life.